# داء جانبية المناسل
داء جانبية المناسل (بالإنجليزية: Paragonimiasis)‏ هو مرض معدي ينقل عن طريق الأغذية وتسببه جانبية المناسل الفسترمانية، الاٍصابة عند الاٍنسان يسببها اٍستهلاك المياه العذبة والأغذية الطازجة وغير المطبوخة جيدا مثل سرطان البحر .
و هو عبارة عن عدوى طفيلية مكتسبة من الغذاء، تسببها الدودة المثقوبة الرئوية وتعرف بجانبية المناسل الفسترمانية.
تصيب ما يقارب 22مليون شخص سنويا في العالم.،وهي شائعة في شرق اسيا.
أكثر من30نوع من الديدان المثقوبة هي من جنس جانبية المناسل، أكثر من 10 أنواع منها تصيب الإنسان والأكثر شيوعا هي جانبية المناسل الفسترمانية، المثقوبة الرئوية الشرقية.

## دورة الحياة
لدى مراكز مكافحة الأمراض واتقائها الأمريكية(CDC) وصف تفصيلي وصورة توضيحية لدورة حياة جانبية المناسل.
بيوض ديدان جانبية المناسل تفرز غير مضغية (أي لا تحتوى على جنين) في البصاق (البلغم) أو تبلع وتمر في البراز، وفي البيئة الخارجية تصبح البيوض مضغي (تحتوي على جنين) , الطفيل (الدودة) يفقس ويصل أول عائل وسيط الحلزون، ويخترق أنسجته الطرية. يمر الطفيل بمراحل تطور عديدة داخل الحلزون: الأبواغ الكيسية [الإنجليزية] و الرياديات [الإنجليزية] التي تتطور لتعطي الذواب [الإنجليزية] (وهي أحد أطوار البلهارسيا) و التي تنبثق من الحلزون,الذوانب تغزو العائل الوسيط الثانس (حيوان من القشريات) مثل السلطعون أو جراد البحر و عندها تتكيس وتصبح خلائف الذوانب، وهذه هي المرحلة المعدية للمضيف من نوع الثديات.تحدث الإصابة بهذا المرض للإنسان عند تناول جراد البحر أو السلطعون الذي يأوي خلائف الذوانب الخاصة بالطفيل داخلة دون أن تطبخ جيداً.
خلائف الذوانب (الطفيليات) تتسرب في الاثني عشر و تنفذ خلال جدار الامعاء إلى التجويف البيروني ومن ثم خلال الجدار الباطني و الحجاب الحاجز إلى الرئة و عندها تصبح مغلفة وتتطور إلى بالغ ( 7.8 إلى 12 ملم * 4 إلى 6 ملم) . ويمكن أن تصل الديدان إلى أعضاء وأنسجة أخرى مثل الدماغ والعضلات المخططة على التوالي.
وعندما يحصل ذلك فان دورة الحياة إلى الآن غير مكتملة لان البيوض الموضوعة لا تستطيع الخروج من هذه الاماكن، الفترة ما بين الإصابة إلى وضع البيوض تكون 65-90 يوم، ويمكن أن تستمر العدوى أو الإصابة في الإنسان إلى 20 سنة الحيوانات مثل الخنازير والكلاب وأنواع مختلفة من السنور يكون أن تكون مأوى لديدان المناسل الفسترمانية".

## التوزيع الجغرافي
أنواع من جانبية المناسل تتوزع في اسيا، افريقيا، أمريكا الشمالية والجنوبية، توجد الديدان الفسترمانية في جنوب اسيا واليابان بينما جانبية المناسل الكوخية متوطنة في أمريكا الشمالية.

## الأعراض والتشخيص
المرحلة الحادة (الغزو والهجرة) تتميز بوجود بعض الاعراض مثل الاسهال وألم بالبطن والحرارة و السعال و تضخم بالكبد و الطحال و كثرة اليوزينيات و اختلالات رئوية و شرى (الشرى عبارة عن بثور حمراء كالدراهم، حكاكة مؤلمة).
خلال المرحلة المزمنة تظهر بعض الاعراض كالسعال وظهور بلغم حائل اللون و نفث الدم وتصوير الصدر بالأشعة السينية.
وجود الديدان البالغة في أماكن غير الرئة ينتج عنها ظهور أعراض أكثرخطورة خاصة عندما تصل إلى الدماغ.
التشخيص يعتمد على التوضيح الميكروسكوبي للبيوض في البراز والبلغم، لكنها لا تظهر الا بعد شهرين إلى ثلاثة أشهر من الإصابة،( ويمكن أن تلاحظ البيوض في السوائل أو الخزعات). وقد نحتاج إلى طرق مركزة للمرضى الذين لديهم عدوى خفيفة، الخزعات التي تؤخذ للدراسة يمكن أن تؤكد التشخيص وتمييز النوع بعد استخراج الدودة البالغة أو النامية.
عادة يشخص داء جانبية المناسل بشكل خاطئ على أنه مرض السل 

## العلاج
يتم علاج داء المناسل باستخدام أدوية البرازي وأنتيل و يمكن استخدام مطهر بيث ونول.